# Michel Monpetit
Michel Monpetit est un ingénieur, chercheur et scientifique français.

## Biographie
Diplômé de l'École polytechnique, Michel Monpetit ingénieur de l'Armement. Directeur à l'IRIA de Louis Pouzin, l'un des pionniers français de l'Internet. À ses débuts, il cumule les fonctions de principal adjoint de Maurice Allègre au Plan Calcul et de directeur adjoint de l'IRIA, sous la direction du professeur Michel Laudet.
Considéré comme "l’homme de confiance" du  délégué à l’informatique, il est chargé de la liaison entre l'IRIA et les activités du Plan calcul et placé à la tête du "Service de
Synthèse et d’Orientation de la Recherche en Informatique". Bon négociateur, il  négocie des lignes gratuites avec les PTT et gère les relations avec les industriels. 
La stratégie industrielle mise en œuvre par Allègre et Monpetit a consisté à rassembler les forces vives industrielles en matière de construction d'ordinateurs sous la houlette de la CII. Il a contribué à une fusion entre la CII, Philips Data Systems et Siemens, lors de la création d'une nouvelle société, Unidata.
Michel Monpetit est décédé en 1976 dans un accident de voiture. Il a donné son nom au prix Michel-Monpetit, créé en 1977 par l'Académie des sciences pour récompenser un chercheur ou un ingénieur pour ses travaux dans le domaine des mathématiques appliquées ou de l'informatique.